# قلعة بو ماهر
قلعة بو ماهر أو قلعة أبو ماهر، هي قلعة تقع في حالة بو ماهر في مملكة البحرين يرجع تاريخ بنائها إلى عام 1840. في عام 2012، أُدرجت القلعة كجُزء من مسار صيد اللؤلؤ بالبحرين، باعتباره موقع تراث عالمي حسب مُنظمة اليونسكو.
يرجع تاريخ بناء القلعة إلى سنة 1840، إلى أن قلعة أبو ماهر برزت لأول مرة ضمن مُستند رسمي على خريطة بُرتغالية تعود للعام 1635. خلُص تحليل، أجراه فريق تنقيب تابع لجامعة أوكسفورد بروكس ، على قطع ومصنوعات عُثر عليها في القلعة، إلى أن الموقع ربما قد استُطين لأول مرة إما خلال العصر الأموي أو أوائل عصر الحُكم العباسي. كانت هناك أيضًا أدلة أُخرى على أن موقع القلعة كان يشهد فيضانات وأمطارا بشكل دوري. بنى عبد الله بن أحمد آل خليفة الحصن المستطيل المُكون من أربعة أبراج دائرية وكان بمثابة حصن شقيق لقلعة عراد يحرس ممر خليج المحرق . في عام 1868، دمرت السفن الحربية البريطانية القلعة إبان الحرب القطرية البحرينية.
رُممت الجزيرة والقلعة بشكل جُزئي خلال عام 1930، وذلك بغرض جعلها منطقة حجر صحي خاصة بمرضى الجُدري. أعيد بناء القلعة في سبعينيات القرن الماضي من قبل فريق أثري بحريني، وأُجريت أيضا المزيد من الحفريات على المكان.

## الوقت الحالي
في الوقت الحالي، يتكون الحصن من بُرج واحد، وتقع بجوار القلعة قاعدة لخفر السواحل البحريني. يُمكن زيارة القلعة من خلال رحلة بحرية بالقارب تنطلق من متحف البحرين الوطني، كما يضم الحصن حاليًا مركزًا للزوار وهو نقطة الانطلاق لمسار صيد اللؤلؤ.

## أُنظر أيضا
- مسار اللؤلؤ
- قلعة عراد